# Бабиченко-Бабич, Иван Ерофеевич
Ива́н Ерофе́евич Бабиче́нко-Ба́бич (1882 — после 1934) — полковник 134-го пехотного Феодосийского полка, герой Первой мировой войны, участник Белого движения.

## Биография
Уроженец Екатеринославской губернии. Православного вероисповедания. Сын титулярного советника. 
Окончил полный курс 1-го Екатеринославского трёхклассного городского училища.
В августе 1901 года, выдержав при Екатеринославской гимназии экзамен за шесть классов гимназии, вступил в военную службу юнкером рядового звания в Чугуевское пехотное юнкерское училище. В ноябре 1902 года был удостоен звания младшего унтер-офицера войск, затем произведен в младшие портупей-юнкера, старшие портупей-юнкера, в декабре 1903 года — в фельдфебели.
По окончании полного курса училища, 09.08.1904 был произведен в подпоручики, со старшинством в чине с 10.08.1903, и выпущен в 134-й пехотный Феодосийский полк (г. Екатеринослав), в составе которого служил до июня 1917 года, затем — в 1919—1920 годах.
В 1904—1905 годах — младший офицер 13-й роты, также временно исполнял должности командира роты, батальонного адъютанта, полкового квартирмейстера. В августе-сентябре 1905 года, во время русско-японской войны, был в командировке, сопровождая на Дальний Восток маршевый батальон; в военных действиях русско-японской войны участия не принимал. За выслугу лет в октябре 1907 года произведен в поручики, затем, в ноябре 1911, — в штабс-капитаны.
В 1906—1912 годах в полку исполнял должности полкового казначея, заведующего оружием, командира роты. В мае 1912 года был назначен командующим 1-й ротой на законном основании, затем командующим 5-й ротой, в октябре 1912 года — заведующим командой разведчиков.
На декабрь 1913 года — был женат на уроженке Екатеринославской губернии православного вероисповедания, детей не имел.
Участник Первой мировой войны. В поход выступил 23.07.1914 в составе своего полка, командующим 2-й ротой. В сентябре 1915 года, за выслугу лет, был произведен в капитаны, затем, в августе 1916 года, на основании Приказа по Военному Ведомству 1915 года № 563, — в подполковники. С марта 1915 года, будучи командиром роты, периодически командовал батальоном. В бою 31.08.1915 был ранен шрапнелью в плечо, — остался в строю. В сентябре-ноябре 1915 года был на должности начальника учебной команды. С октября 1916 года — командир батальона на законном основании. В мае 1917 года временно исполнял должность командира полка. За годы войны был удостоен десяти боевых наград, в том числе высших наград для офицеров — ордена Святого Георгия 4-й степени и Георгиевского оружия, а также ордена Звезды Румынии с мечами.
С 22 июня 1917 года был прикомандирован к 228-му запасному пехотному полку (г. Екатеринослав), командовал 2-м батальоном этого полка, оставаясь в списках 134-го пехотного Феодосийского полка.
После Октябрьской революции 1917 года демобилизован из русской армии; остался в Екатеринославе, был взят на учёт Екатеринославским уездным воинским начальником.
В 1918 году, в чине войскового старшины (подполковника), служил в 57-м пехотном полку 8-го армейского корпуса вооружённых сил Украинской державы.
После ликвидации Гетманата не пожелал служить в армии УНР атамана Петлюры и 27 ноября 1918 года, в составе Екатеринославского белогвардейского добровольческого отряда выступил в поход на соединение с Вооруженными силами Юга России. По прибытии в Симферополь, в январе 1919 года был назначен помощником командира кадровой роты 134-го пехотного Феодосийского полка. 15 марта 1919 года назначен командиром 1-й роты кадрового батальона 34-й пехотной дивизии, а 14 апреля того же года произведен в полковники, со старшинством с 21.05.1917. Был ранен в бою 7 июня 1919 года, — по выздоровлении 20 ноября того же года вернулся в полк. 15 февраля 1920 года назначен временно командующим 134-м пехотным Феодосийским полком, а 11 апреля того же года — помощником командира 133-го пехотного Симферопольского полка. В Русской армии барона Врангеля — в том же полку до эвакуации из Крыма; «галлиполиец». В 1922 году — зачислен в Алексеевский пехотный полк.
На осень 1925 года — в составе Алексеевского полка в Болгарии. В эмиграции — там же, в Болгарии. Работал на угольном карьере «Куциян», затем держал газетный киоск. В 1934 году жил в Пернике, где состоял членом правления Общества галлиполийцев.
В эмиграции — был женат, имел сына Георгия 1921 года рождения.
Дальнейшая судьба (после 1934 года) не известна.

## Награды
- Орден Святого Станислава 3-й степени (ВП от 02.03.1912)[6]
- Медаль «В память 300-летия царствования дома Романовых» (1913)
- Орден Святого Георгия 4-й степени (ВП от 13.01.1915), — …за то, что в бою 9 октября 1914 года под г. Стрыем, командуя ротой, взял с боя действующее неприятельское орудие.
- Орден Святой Анны 4-й степени с надписью «За храбрость» (ВП от 14.01.1915, стр. 15)
- Орден Святой Анны 3-й степени с мечами и бантом (ВП от 14.01.1915, стр. 15)
- Орден Святого Владимира 4-й степени с мечами и бантом (ВП от 20.11.1915)
- Орден Святого Станислава 2-й степени с мечами (ВП от 08.04.1916)
- Георгиевское оружие (ВП от 29.05.1916), — …за то, что в бою 24 августа 1915 года у д. Стуберовка, будучи оставлен для прикрытия отхода полка, несмотря на жестокий огонь противника, как с фронта, так и с фланга, сдержал упорный натиск его, пока не отошел весь полк и артиллерия участка.
- Орден Святой Анны 2-й степени с мечами (ВП от 28.09.1916)
- Высочайшее благоволение «за отличия в делах против неприятеля» (ВП от 30.09.1916)
- Мечи и бант к ордену Святого Станислава 3-й степени (07.03.1917)[7]
- Румынский орден Звезды Румынии 4-го класса, — офицерский крест с мечами и бантом на ленте «За воинскую храбрость» (20.03.1917)[8]